# Френулум малих усана
Френулум малих усана четвероугао или задња комисура малих усана  (фр. fourchette, лат. frenulum labiorum pudendi) анатомска је структура у којој се иза вагине спајају мале усне, а испред ануса (њихов предњи спој/спој повија клиторис као и препуцијум и френулум). Он је део вулве (спољних гениталних органа – укључујући монус, клиторис, уретру/вагинални отвор, велике/мале усне), део перинеума (излаз карлице, између пубичне симфизе и тртица).

## Етимологија
Френулум малих усана на француском језику је названа fourchette што у преводу значи „виљушка“ или „попречна кост“, због свог његовог облика.

## Физиологија
Френулум малих усана се током порођаја растеже како би се прилагодио пролазу бебе (глава бебе је највећи изазов).

## Патологија
Френулум малих усана може бити поцепан:
- Током порођаја услед изненадног и прекомерног истезања отвора вулве. Да би спречилило његово цепање на насумичан начин, акушери и, ређе, бабице могу да ураде епизиотомију, што је намеран рез направљен у међици почевши од френулума и пут назад дуж перинеума ка анусу. Понекад се овај хируршки рез може проширити на перинеално тело и на тај начин смањити функција аналног сфинктера. Стога су се неки акушери одлучили да изврше постериорно-латерални рез у перинеуму како би спречили појаву ове потенцијалне компликације. Разлог за извођење епизиотомије је тај што се рез може лако поправити и смањити време зарастања, за разлику од поцепаног вагиналног отвора који би потенцијално могао захватити мишиће перинеума и ректум. Санација поцепаног вагиналног отвора услед великог порођаја има дуже време зарастања. Епизиотомије се раде као процедуре које помажу у вагиналном порођају великих потомака и превенцији вагиналног кидања у друге структуре перинеума.[2]
- У актима насиља у којима долази до насилног продирања у вагину, као што је силовање. Када се френулум насилно цепа и долази до обилног крварења које понекад захтева хируршко шивање ради заустављања крварења.